# 超昂神騎愛克希爾
《超昂神騎愛克希爾》（超昂神騎エクシール）是ALICESOFT在2017年7月28日發售的冒險類型成人遊戲，超昂系列第三部作品。後來陸續改編成漫畫和小說。

## 故事
神騎愛克希爾原本奉命要殺死魔王的轉世央堂繼彦，但是魔王部下ベゼル卻背叛繼彦奪走他奪走大部分魔力成為新魔王，之後兩人便決定合作一起對抗ベゼル和他所率領魔將們的惡魔軍團ウォーグリム。

## 角色

### 主要角色
央堂繼彦
本作的男主角。魔王エイダム的轉世，美門學園高中三年級學生。身上所擁有魔力能為神騎回復能量並透過「導魔」增強力量。
愛麗絲 愛克希莉亞
身高：168cm，三圍：93/58/88
來自天界的神騎（天使）「愛克希爾」，後來為了監視繼彦而同居並轉入美門學園成為學生會會長。
報生紀理香（聲優：鈴谷麻耶）
身高：156cm，三圍：79/58/82
美門學園國中部學生，後來被愛麗絲所救而成為第二位神騎。

### 其他角色

愛麗絲的長官，擔任天使長職務。由於無法來到人界只能通訊支援。
（聲優：仁志田龍矢）
魔王的部下。由於魔王エイダム始終未能統治地上感到不滿而選擇自立為王，後來得知真相後再次服侍繼彦。

ベゼル的皇后。為了奪取魔力讓アゼル覺醒而隱瞞身份煽動ベゼル並協助封閉天界與人界的通路。

## 主題曲
片頭曲「Exceed the Destiny」
作詞：HIRO，作曲：DJ C++，主唱：佐咲紗花
片尾曲
作詞：IMAYUI，作曲：，主唱：遊女
片尾曲2「In Dream of You」
作詞：IMAYUI，作曲：，主唱：仲村芽衣子

## 評價
《超昂神騎愛克希爾》在Getchu.com舉辦的美少女遊戲大賞中獲得綜合部門第15名、繪圖部門第8名、影片部門第9名。

## 外部連結
- 官方網站（日語）
- 英文版官方網站（英文）